# Мартакертський музей слави загиблих азатамартиків
Мартакертський музей слави загиблих азатамартиків — музей, розташований в місті Мартакерт Мартакертського району Нагірно-Карабаської Республіки.
Серед усіх райцентрів колишнього НКАО, Мартакерт є єдиним, який був захоплений азербайджанцями та потім повернутий вірменами. Мартакертський район також є єдиним, над яким під час війни було втрачено контроль більш ніж на половину. Місто було захоплено 4 липня 1992 р. під час потужного літнього наступу та визволено майже через рік — 27 червня 1993 р. За цей час місто було повністю зруйноване, а коли азербайджанці почали втрачати контроль за містом — місто замінували.
Згідно з всесоюзним переписом населення 1989 р., у місті нараховувалося 8 325 мешканців, абсолютна більшість — вірмени. Після визволення міста його вигнане населення почало повільно повертатися у свої зруйновані домівки. Після укладення перемир'я у 1994 р. процес повернення дещо пришвидшився. Так, відповідно до перепису населення НКР у 2005 р., місто нараховувало 4 325 мешканців. У 2010 р. населення Мартакерту перевалило за 5 000 мешканців.
Під час війни в боях за Мартакерт та Мартакертський район в цілому під час військових дій загинуло дуже багато осіб. Для вшанування слави усіх тих, хто загинув за визволення Мартакертського району та районного центру зокрема. Вірменською мовою визволитель буде «азатамартік». Саме через це музей носить цю назву.